# Vila Recreio
Vila Recreio é um bairro que fica localizado no 6º distrito do município brasileiro de Magé, no estado do Rio de Janeiro.

## Cultura
A localidade conta com espaços destinados a cultos de religiões afro-brasileiras, como o candomblé. Próximo ao bairro, em Bongaba, localiza-se o Quilombo Quilombá. Este local foi reconhecido como quilombo em 2016. Esse título foi concedido pela Acquilerj (Associação de Comunidades Remanescentes de Quilombos do Estado do Rio de Janeiro).

## Educação
O bairro conta com uma unidade de ensino denominada Escola Municipal Doutor Domingos Bellizzi. Essa escola, de localização urbana, recebe matrículas da creche ao final dos anos iniciais (nono ano do Ensino Fundamental). Segundo o censo, a escola possui uma infraestrutura composta por salas de aula, cozinha, sala de diretoria, sala de leitura e quadra.